# Juniya
Juniya (nep. जुनियाँ) – gaun wikas samiti w zachodniej części Nepalu w strefie Lumbini w dystrykcie Gulmi. Według nepalskiego spisu powszechnego z 2001 roku liczył on 657 gospodarstw domowych i 3139 mieszkańców (1791 kobiet i 1348 mężczyzn).